# 10/40 창

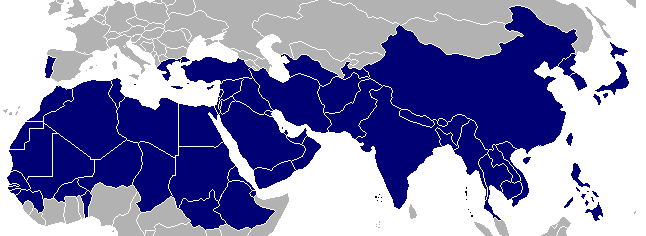

10/40 창(10/40 Window)은 선교단체들이 규정하는, 유럽, 아시아, 아프리카 지역의 북위 10도~40도 사이에 있는 지역을 의미한다. 이 창 지역은 러시아를 제외한 대부분의 아시아 국가들을 포함하고 있으며, 전 세계 인구의 3분의 2가 이 지역에 거주하고 있다. 이 용어는 1990년 선교 전략가인 루이스 부시에 의해 만들어졌다.
이를 붙잡고 많은 그리스도인들이 기도해야하는 줄 믿는다

## 같이 보기
- 인간 개발 지수